# Piteu
Piteu, na mitologia grega, foi um rei de Trezena, filho de Pélops e Hipodâmia, irmão de Atreu e Tiestes e pai de Etra e Henioche. Piteu fez Egeu se embebedar e com isso engravidar sua filha Etra. Desta união nasceu Teseu. Era um sábio e compreendia as palavras de Egeu, que mais ninguém conseguia.